# Jon Istad
Jon Istad (Voss, 29 luglio 1937 – Voss, 17 maggio 2012) è stato un biatleta norvegese.

## Palmarès

### Olimpiadi invernali
- Argento a Grenoble 1968 nella staffetta 4x7,5 km.

### Mondiali
- Oro a Garmisch-Partenkirchen 1966 nei 20 km individuali.
- Oro a Garmisch-Partenkirchen 1966 nella staffetta 4x7,5 km.
- Oro a Altenberg 1967 nella staffetta 4x7,5 km.
- Argento a Zakopane 1969 nella staffetta 4x7,5 km.
- Bronzo a Hämeenlinna 1962 nella gara a squadre.
- Bronzo a Seefeld 1963 nella gara a squadre.
- Bronzo a Altenberg 1967 nei 20 km individuali.